# Buckhead
Bluffton je město v Morgan County, v Georgii, ve Spojených státech amerických. V roce 2011 žilo ve městě 102 obyvatel.

## Demografie
V roce 2011 žilo ve městě 89 mužů (52,0%), a 82 žen (48,0%). Průměrný věk obyvatele je 38 let.